# Fred LeRoy Granville

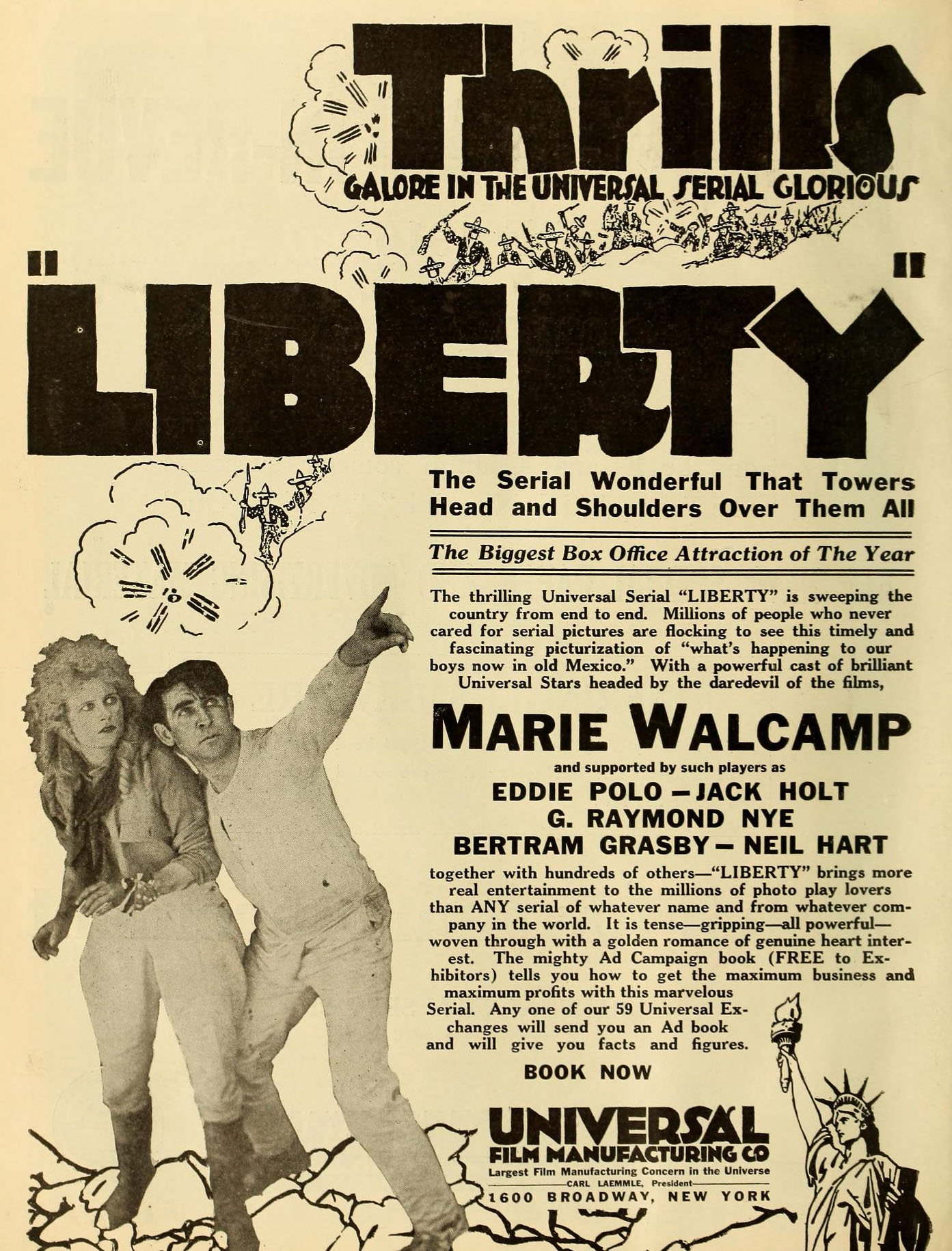
Liberty, page promotionnelle (serial de 1916, dir. photo)

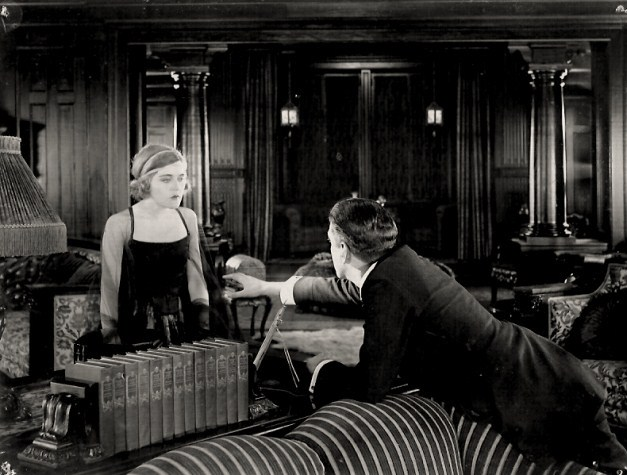
Fleur des ruelles (1918, dir. photo) :
Mae Murray et Alan Roscoe

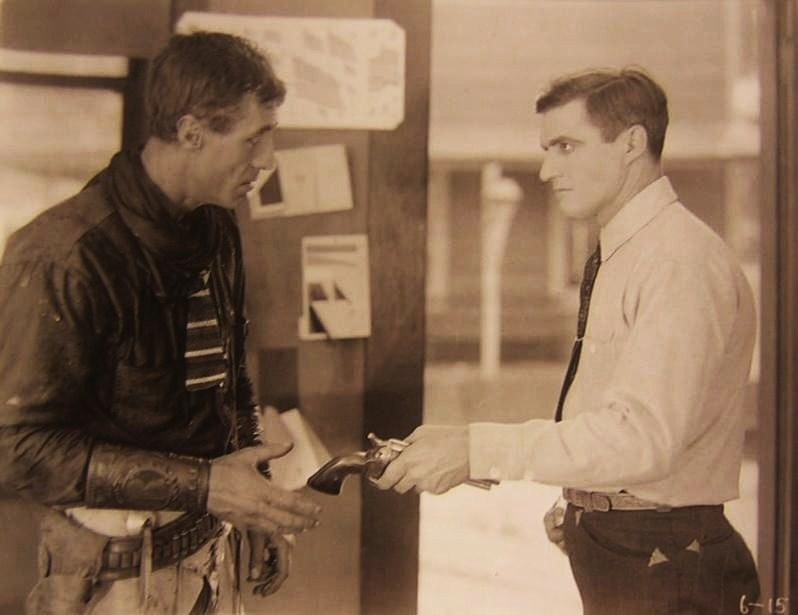
The Coming of the Law (1919, dir. photo) :
Sid Jordan (à g.) et Tom Mix

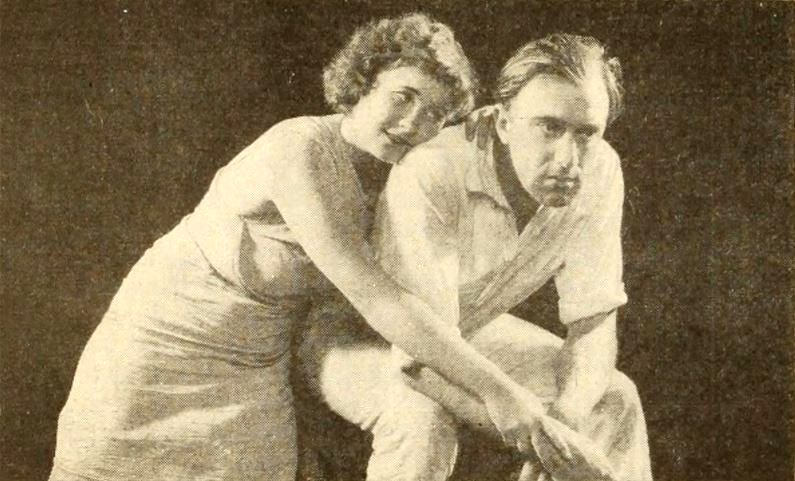
The Shark Master (1921, réalisateur) :
May Collins et Frank Mayo

Fred LeRoy Granville — né le 8 mai 1896 à Warrnambool (État de Victoria), mort le 14 novembre 1932 à Londres (Angleterre) — est un directeur de la photographie (membre fondateur de l'ASC), réalisateur et producteur britannique.

## Biographie
Fred LeRoy Granville débute en 1913 à la Selig Polyscope Company, aux États-Unis, pays où il travaille ensuite au sein d'Universal et de la Fox, jusqu'en 1920. 
Après avoir dirigé les prises de vues d'un documentaire de 1914, ses trois premiers films comme chef opérateur sortent en 1916, dont le serial Liberty (en) de Jacques Jaccard et Henry MacRae (avec Jack Holt et Eddie Polo).
Suivent à ce poste treize autres films muets américains, dont Calvaire d'amour (en) (avec Mae Murray et Lew Cody) et Fleur des ruelles (avec Mae Murray et Kenneth Harlan), tous deux réalisés par Robert Z. Leonard et sortis en 1918, le western The Coming of the Law d'Arthur Rosson (1919, avec Tom Mix et Agnes Vernon), ou encore L'oiseau s'envole d'Allen Holubar (son dernier film comme directeur de la photographie, 1920, avec Dorothy Phillips et Rudolph Valentino).
En 1920, il s'installe en Angleterre où il devient réalisateur, avec deux premiers films sortis cette même année, At the Mercy of Tiberius et The Honeypot, ayant pour vedette Peggy Hyland (en) (qu'il épouse en 1921 mais dont il divorcera rapidement).
Il réalise cinq autres films muets britanniques sortis entre 1921 et 1925, dont The Beloved Vagabond (en) (1923, avec Carlyle Blackwell).
En outre, il est le réalisateur de quatre films muets américains sortis en 1921 et 1922, dont The Shark Master (1921, avec Frank Mayo) et La Tempête dans le désert (1922, avec Peggy Hyland).
Sa carrière de réalisateur s'achève sur trois films français — il y est crédité Fred Leroy-Granville —, Le Berceau de Dieu (1926, avec Léon Mathot et Musidora), Lady Harrington (1926, avec Claude France et Maurice de Féraudy) et enfin Sous le ciel d'Orient (1927, coréalisé par Hewitt C. Grantham-Hayes, avec Gaston Modot et Joë Hamman).
Signalons encore deux films comme producteur sortis en 1925, Forbidden Cargoes (en) (film britannique qu'il réalise, avec Peggy Hyland) et Le Puits de Jacob (film français d'Edward José, avec Betty Blythe et Léon Mathot).
Au nombre des quinze membres fondateurs en 1919 de l'American Society of Cinematographers (ASC), Fred LeRoy Granville meurt prématurément en 1932 (à 36 ans), des suites d'un dysfonctionnement des reins.

## Filmographie

### Directeur de la photographie (sélection)
(films américains)
- 1916 : Undine d'Henry Otto
- 1916 : Liberty ou Liberty – A Daughter of the USA de Jacques Jaccard et Henry MacRae (serial)
- 1917 : Money Madness d'Henry MacRae
- 1918 : La Flamme et le Papillon (The Talk of the Town) d'Allen Holubar
- 1918 : Calvaire d'amour (The Bride's Awakening) de Robert Z. Leonard
- 1918 : Pour l'humanité (The Heart of Humanity) d'Allen Holubar
- 1918 : Fleur des ruelles (Her Body in Bond) de Robert Z. Leonard
- 1919 : The Coming of the Law d'Arthur Rosson
- 1919 : The Divorce Trap de Frank Beal
- 1919 : Loot de William C. Dowlan
- 1919 : The Speed Maniac d'Edward LeSaint
- 1920 : L'oiseau s'envole (Once to Every Woman) d'Allen Holubar

### Réalisateur (intégrale)
Films américains
- 1921 : The Smart Sex (en)
- 1921 : The Fighting Lover (en)
- 1921 : The Shark Master
- 1922 : La Tempête dans le désert (en) (Shifting Sands)

Films britanniques
- 1920 : At the Mercy of Tiberius
- 1920 : The Honeypot (en)
- 1921 : Love Maggy (en)
- 1923 : The Beloved Vagabond (en)
- 1924 : The Sins Ye Do (en)
- 1925 : Forbidden Cargoes (en)
- 1925 : A Dear Liar (court métrage)

Films français
- 1926 : Le Berceau de Dieu
- 1926 : Lady Harrington
- 1927 : Sous le ciel d'Orient (coréalisé par Hewitt Claypoole Grantham-Hayes)

### Producteur (intégrale)
- 1925 : Forbidden Cargoes (film britannique ; + réalisateur)
- 1925 : Le Puits de Jacob d'Edward José (film français)

## Note et référence
1. ↑  Ce film fera l'objet d'un remake en 1936 sous le même titre (réalisation de Curtis Bernhardt), avec Maurice Chevalier reprenant le rôle tenu par Carlyle Blackwell.